# Perlite (metallurgia)

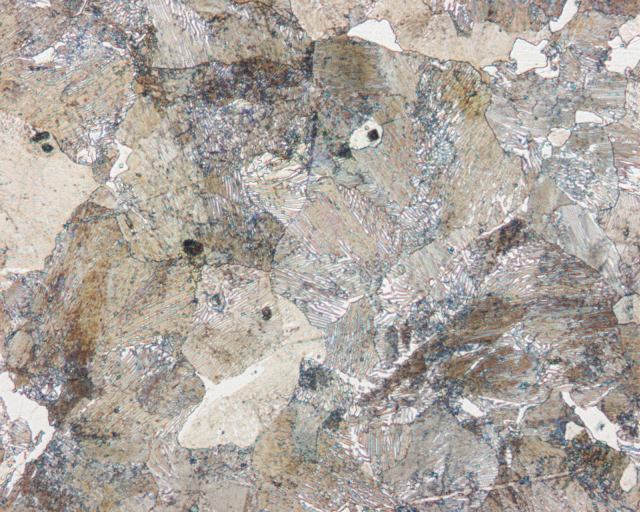
Perlite. Sono visibili i grani cristallini.

La perlite è un costituente metallografico caratteristico delle leghe ferro-carbonio (leghe con tenore di carbonio inferiore al 2,11% in peso, note come acciai). È costituita da un aggregato lamellare di ferrite e  cementite, ottenuto dalla trasformazione diretta dell'austenite per raffreddamento al di sotto del punto critico A1 (temperatura di 723 °C, sotto la quale l'austenite non è più stabile e tende a trasformarsi in una struttura stabile come la ferrite e/o la perlite). È quindi un Eutettoide.
Si ottengono lamelle di dimensioni grossolane se la sua formazione avviene a temperatura appena inferiore al punto critico A1, oppure molto fini, risolvibili ad alti ingrandimenti, se avviene a temperature più basse. È detta perlite globulare una struttura caratterizzata da un aggregato di ferrite e cementite a forma sferoidale, ottenuta mediante globulizzazione.

## Trasformazione da austenite a perlite
La microstruttura della perlite o di una lega eutettoidica è caratterizzata dall'alternarsi regolare di lamelle.
Nel caso della perlite, ad alternarsi sono la ferrite e la cementite.
La perlite inizia a formarsi sul bordo dei grani austenitici con la nucleazione di un cristallo di ferrite.
Il carbonio presente viene espulso dal nucleo di ferrite e lo spazio circostante ne risulta pertanto più ricco.
Questo darà quindi origine a dei nuclei di cementite che affiancano il nucleo ferritico.
I nuclei si accresceranno fino ad occupare tutto l'ex grano austenitico.
Le lamelle che si formano non hanno però una precisa orientazione, grazie alla diversa orientazione dei bordi grano da cui nucleano.
Il materiale risulta pertanto isotropo, cioè con disposizione casuale dei bordi grano.